# یونیورسال ابیت
یونیورسال ابیت (انگلیسی: Universal Abit) شرکت سخت‌افزار تایوانی است، که در سال ۱۹۸۹ تأسیس شد.